# Tribseer Straße 24 a (Stralsund)

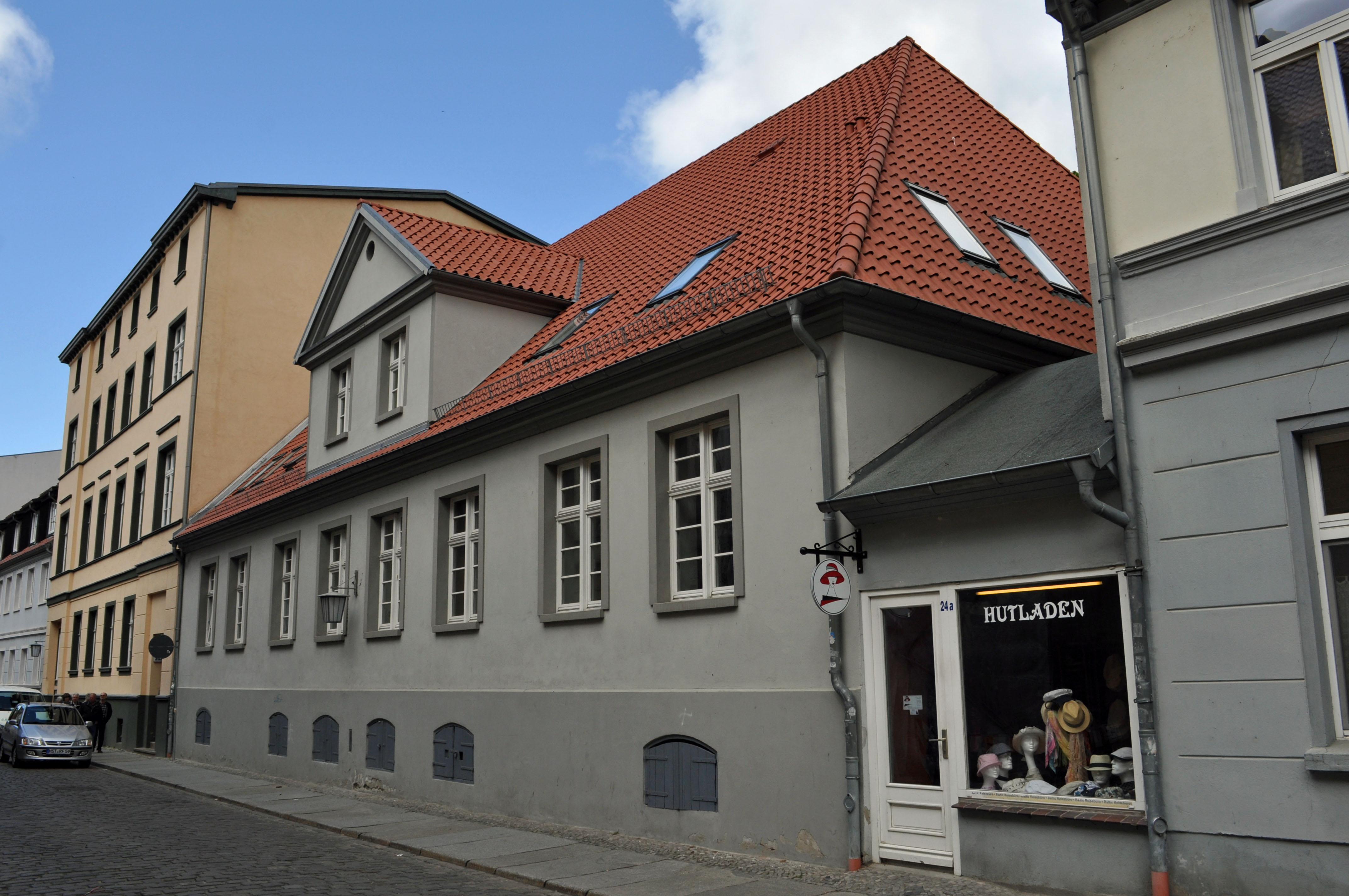
Das Haus Tribseer Straße 24 a in Stralsund (2012)

Das Gebäude mit der postalischen Adresse Tribseer Straße 24 a ist ein denkmalgeschütztes Bauwerk in der Tribseer Straße in Stralsund.
Der aus zwei Gebäuden bestehende Komplex wurde im Jahr 1760 errichtet.
Der östliche, weitgehend original erhaltene Gebäudeteil mit seinem hohen, abgewalmten Satteldach ist eingeschossig und achtachsig ausgeführt und steht auf einem hohen Sockelgeschoss. Er weist auf der der Straße zugewandten und auf der hofseitigen Front ein übergiebeltes Zwerchhaus auf. Original erhalten sind auch eine Eingangstür auf dem Hof sowie die Balkendecke im hohen Kellergeschoss; hier stehen auch original erhaltene Brennöfen.
Der westliche, heute dreieinhalbgeschossige Gebäudeteil wurde in der Mitte des 19. Jahrhunderts stark verändert. Es wurde aufgestockt, und die Fassade wurde überformt. Auf dem Hof steht ein dreigeschossiges Backsteinlagerhaus, das aus der zweiten Hälfte des 19. Jahrhunderts stammt.
Das Haus liegt im Kerngebiet des von der UNESCO als Weltkulturerbe anerkannten Stadtgebietes des Kulturgutes „Historische Altstädte Stralsund und Wismar“. In die Liste der Baudenkmale in Stralsund ist es mit der Nummer 757 eingetragen.
Das Gebäude gehörte wie seine Nachbarn Tribseer Straße 24, Tribseer Straße 25 und Tribseer Straße 26 zu den Produktionsgebäuden der Stralsunder Fayencenmanufaktur und der Stralsunder Münze, die Joachim Ulrich Giese errichten ließ.